# Krásnoye (Bélgorod)
Krásnoye (ruso: Кра́сное) es un asentamiento rural y pueblo (seló) de Rusia, capital del raión homónimo en la óblast de Bélgorod.
En 2021, el territorio del asentamiento tenía una población de 2234 habitantes, de los cuales 2158 vivían en el propio pueblo y el resto en cuatro pedanías: los pueblos (siola) de Polnikovo, Svistovka, Kiseliovka y Malínovo.
Se ubica unos 30 km al norte de Alekséyevka, junto al límite con la óblast de Vorónezh, sobre la carretera que une Chernianka con Ostrogozhsk.

## Historia
Se conoce la existencia del pueblo en documentos desde el siglo XVII. En 1859, cuando ya superaba los dos mil habitantes, pasó a ser capital de una vólost. La Unión Soviética le dio el estatus de capital distrital en 1928, pero se lo retiró en 1962, cuando pasó a formar parte del raión de Alekséyevka. Recuperó el estatus de capital de su propio raión en 1991.